# Ičkos Haus
Ičkos Haus (serbisch Ичкова кућа Ičkova kuća) ist ein Kulturdenkmal in Belgrad und befindet sich in Zemun in der Bežanijska Straße 18.

## Beschreibung
Ičkos Haus wurde im Jahr 1793 erbaut. Es besteht aus einem Keller, Erdgeschoss und teilweise zweiten Stock, gebildet von einem hohen Giebeldach mit Gauben. Das klassizistische zweiflügelige Gebäude besteht aus der Kafana „Marko Kraljević“ im Erdgeschoss, während die erste Etage zum Wohnen genutzt wurde. Im Laufe der Zeit wurde es repariert. Eine komplette Rekonstruktion und Revitalisierung erfolgte in den 1980er Jahren. Das Gebäude repräsentiert ein Stadthaus am Ende des achtzehnten Jahrhunderts. 
Sein Name geht zurück auf den hier lebenden Rebellen-Diplomat und Kaufmann Peter Ičko, der nach der Einführung des Dahija-Regimes aus Belgrad fliehen musste und ins benachbarte, zum Königreich Ungarn gehörige Zemun zog. Ičko spielte im Jahr 1804 eine wichtige Rolle in der Vorbereitung des Ersten Serbischen Aufstandes. Petar Ičko war Handels-Diplomat und Vermittler zwischen den Händlern aus Zemun, Thessaloniki und anderen Orten. In Zemun lebte er von 1802 bis 1803. Das Gebäude ist eines der ältesten erhaltenen Häuser und ein Zeugnis der Stadtentwicklung des alten Zentrums von Zemun.

## Galerie

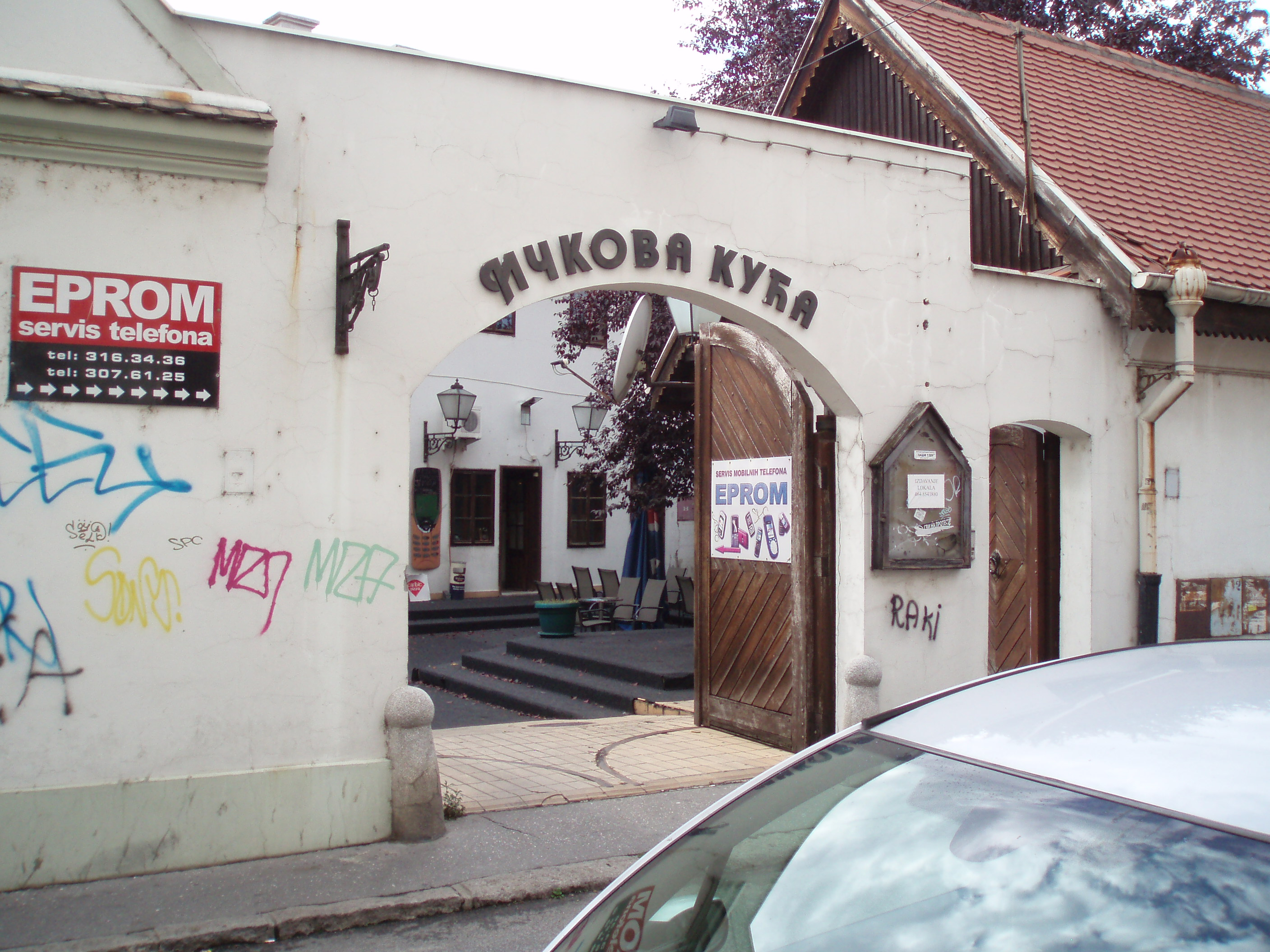
Detail des Eingangstors
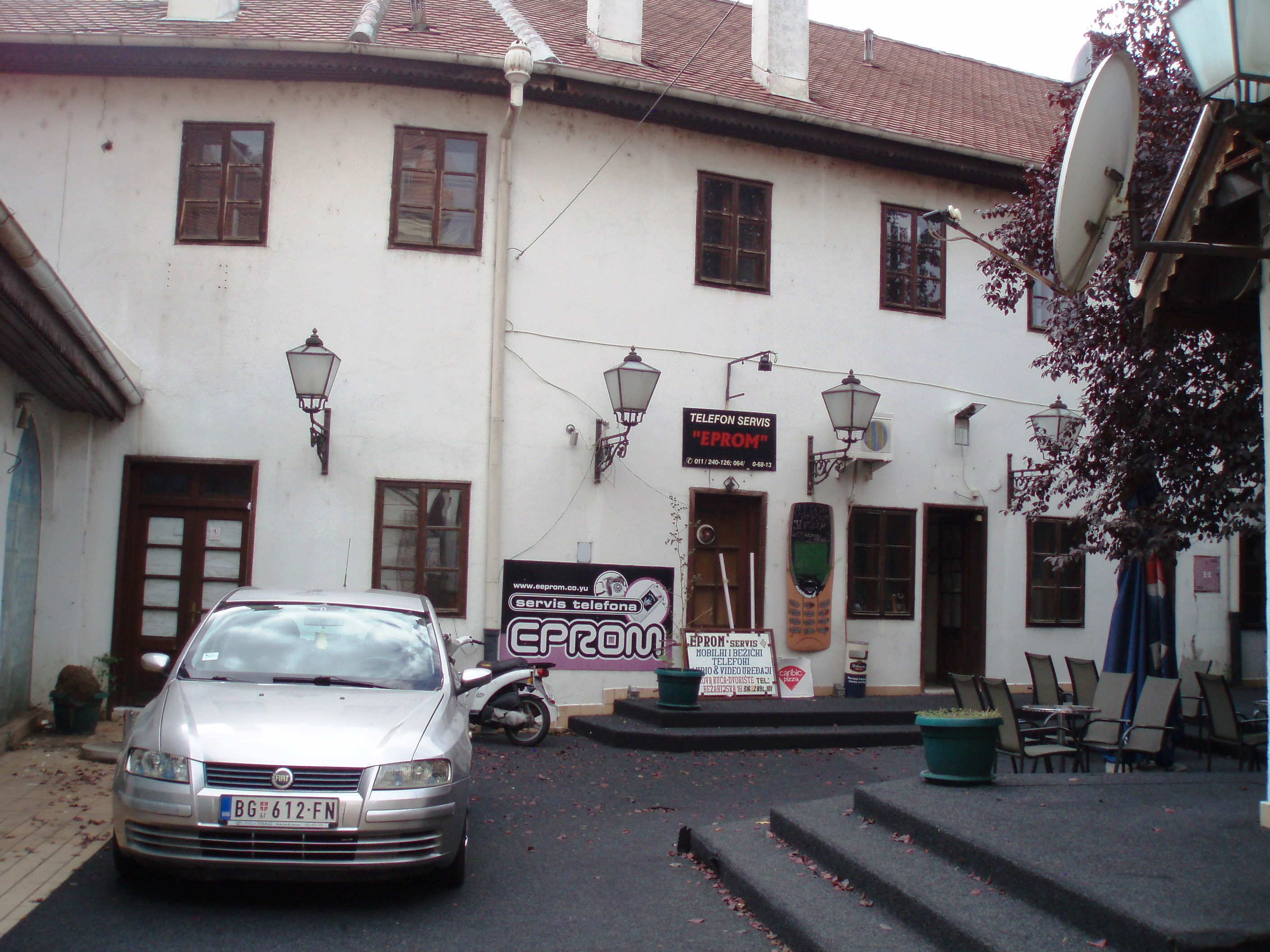
Hof
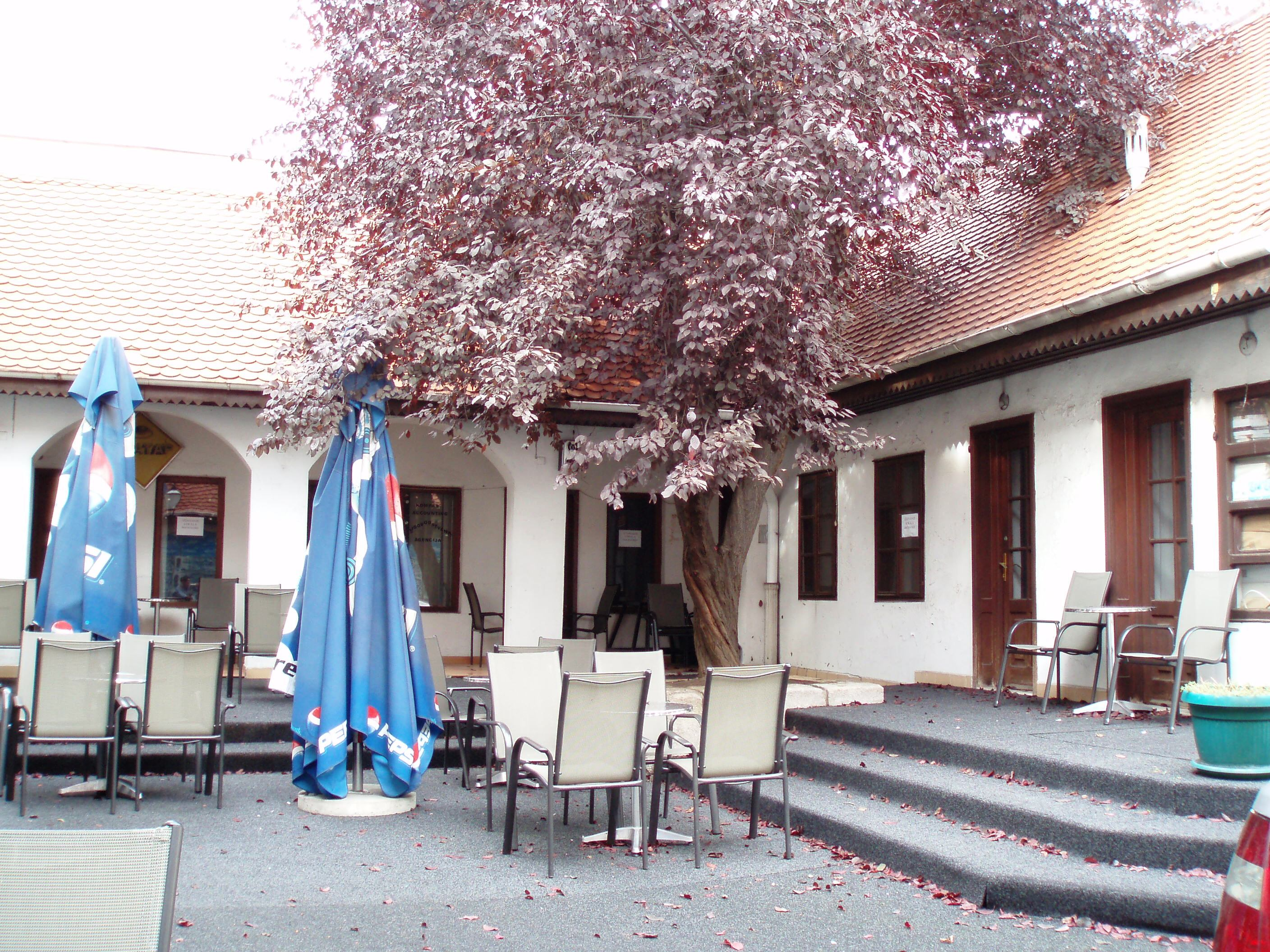
Hof
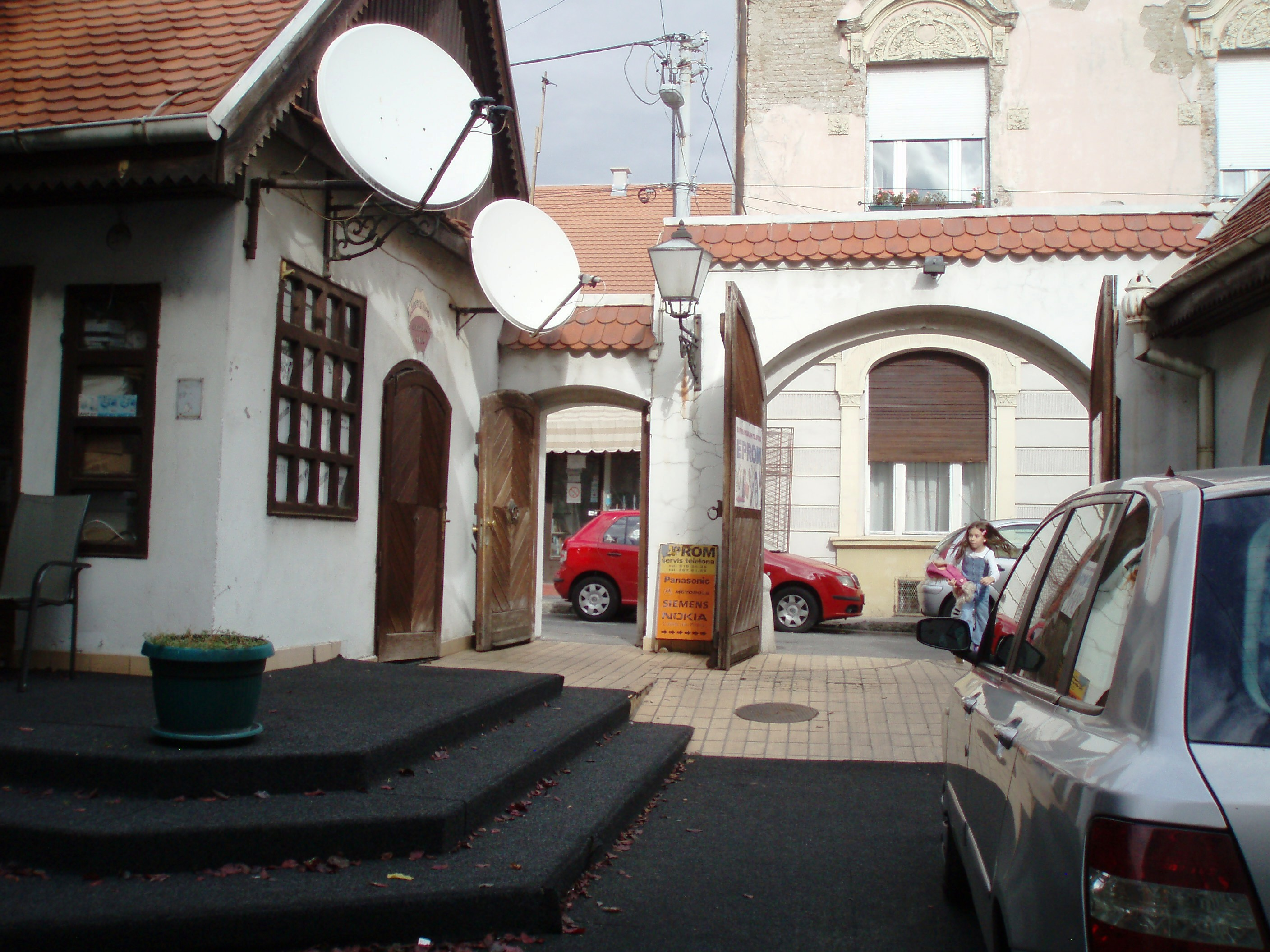
Hof